# San Justo (departement van Santa Fe)
San Justo (Santa Fe) is een departement in de Argentijnse provincie Santa Fé. Het departement (Spaans:  departamento) heeft een oppervlakte van 5.575 km² en telt 40.379 inwoners.

## Plaatsen in departement San Justo
- Angeloni
- Cayastacito
- Colonia Dolores
- Esther
- Gobernador Crespo
- La Camila
- La Criolla
- La Penca y Caraguatá
- Marcelino Escalada
- Naré
- Pedro Gómez Cello
- Ramayón
- San Bernardo
- San Justo
- San Martín Norte
- Silva
- Vera y Pintado
- Videla